# Arens de Lledó

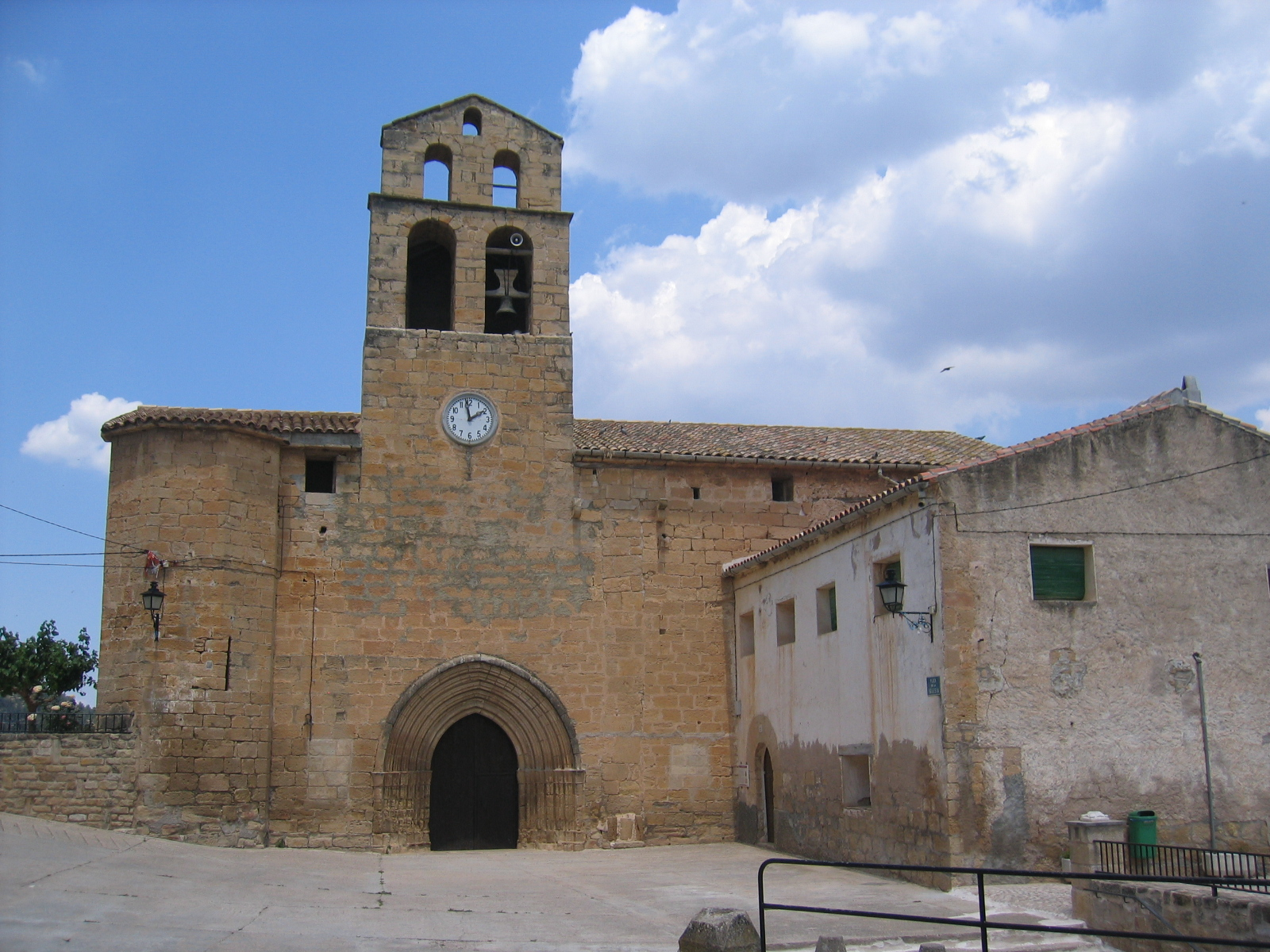
Kerk

Arens de Lledó is een gemeente in de Spaanse provincie Teruel in de regio Aragón met een oppervlakte van 34,27 km². Arens de Lledó telt 212 inwoners (1 januari 2016).

## Demografische ontwikkeling
Bron: INE, 1857-2011: volkstellingen